# Maciej Mataczyński
Maciej Damian Mataczyński (ur. 26 lipca 1975) – polski prawnik, doktor habilitowany nauk prawnych, specjalizuje się w prawie cywilnym, prawie Unii Europejskiej, prawie handlowym oraz prawie międzynarodowym prywatnym, profesor nadzwyczajny Uniwersytetu im. Adama Mickiewicza w Poznaniu.

## Życiorys
Stopień doktorski uzyskał w 2003 na podstawie pracy pt. Przepisy wymuszające swoje zastosowanie w prawie prywatnym międzynarodowym: studium prawnoporównawcze ze szczególnym uwzględnieniem problematyki zobowiązań umownych (promotorem była Aurelia Nowicka). Habilitował się w 2012 na podstawie oceny dorobku naukowego i rozprawy Cywilnoprawne skutki naruszenia obowiązków nabywców znacznych pakietów akcji spółek publicznych. Pracuje jako profesor nadzwyczajny w Katedrze Prawa Europejskiego Wydziału Prawa i Administracji UAM. Odbył także studia zagraniczne: w Instytucie T.M.C. Assera w Hadze (1999), Academy of European Law we Florencji (1999) oraz w Harvard Law School (2001–02) w ramach stypendium Komisji Fulbrighta. Ponadto wielokrotnie odbywał staże naukowe w Instytucie Maksa Plancka w Hamburgu.
Zasiadał w radzie nadzorczej koncernu PKN Orlen (2006 oraz 2008–2013). Od 2008 jest też członkiem rady nadzorczej Firmy Oponiarskiej Dębica SA. W latach 2004–2012 był radcą prawnym, a od 2012 pracuje jako adwokat.

## Wybrane publikacje
- Przepisy wymuszające swoje zastosowanie w prawie prywatnym międzynarodowym, wyd. 2005, ISBN 83-7444-125-9
- Swoboda przepływu kapitału a złota akcja Skarbu Państwa, wyd. 2007, ISBN 978-83-7526-530-9
- Cywilnoprawne skutki naruszenia obowiązków nabywców znacznych pakietów akcji spółek publicznych, wyd. 2011, ISBN 978-83-264-1510-4
- ponadto glosy do orzeczeń sądów, rozdziały w pracach zbiorowych i artykuły publikowane w czasopismach prawniczych, m.in. w "Ruchu Prawniczym, Ekonomicznym i Socjologicznym", "Państwie i Prawie", "Palestrze" oraz "Orzecznictwie Sądów Polskich"[2]